# Венсан, Жан
Жан Венса́н (фр. Jean Vincent; 29 ноября 1930, Лабёвриер — 13 августа 2013, Нант) — французский футболист и тренер.

## Карьера игрока
Выступая на левом фланге нападения, сделал успешную карьеру как в клубе, так и в сборной. Венсан четырёхкратный чемпион Франции, в 1954 году в составе «Лилля» и в 1958, 1960 и 1962 годах в составе «Реймса». Также он трижды выигрывал Кубок Франции, в 1953 и 1955 с «Лиллем» и в 1958 с «Реймсом».
Провёл 46 матчей и забил 22 мяча за сборную Францию, сыграв в её составе на Чемпионатах мира 1954, 1958 и Чемпионате Европы 1960.

## Карьера тренера
Значительных успехов в качестве тренера Венсан добился в «Нанте», выиграв два чемпионата. В 1982 году был назначен на должность главного тренера сборной Камеруна, в составе которой были Тома Н’Коно и Роже Милла. Все три игры в группе на чемпионате мира Камерун сыграл вничью и занял третье место.